# Giovanni Bartolena
Giovanni Bartolena (Livourne, 24 juin 1886 - Livourne, 16 février 1942) est un peintre italien dont la production comporte principalement des paysages, parfois avec animaux et des natures mortes.

## Biographie
Giovanni Bartolena découvre la peinture auprès de son grand père Cesare Bartolena, peintre de scènes de batailles et portraitiste, puis  il étudie brièvement à l'Académie des beaux-arts de Florence et assiste aux cours de Giovanni Fattori.
En 1892, il expose à la Promotrice de Turin et dans les années suivantes à Florence et à Turin.
En 1898, il s'installe à Marseille, puis à Lucques et Florence, où il reste jusqu'à la fin de la Première Guerre mondiale. Il rencontre Mario Galli et se rend avec lui à Versilia avec un ami de Galli, le peintre Plinio Nomellini.
En 1917-1919, il rejoint son frère Adolphe à Livourne. Il y rencontre l'industriel Querci et le directeur du Corriere di Livorno, Fabbrini, qui figure parmi ses principaux clients.
En 1925 le marchand de textile Cassuto organise sa première exposition personnelle à Milan à la Galerie « L'Esame » où il expose des paysages et des natures mortes.
En 1929, il suspend son contrat avec Cassuto, mais continue à exposer dans les petites galeries comme la « Bottega d'Arte » de Livourne, la « Galleria Micheli » de Milan (1929 et 1931) et en 1930 à la Biennale de Venise (1930).
Dans le milieu des années 1930, son travail commence à être estimé,, mais ne lui permet pas d’élévation sociale et économique.
Il était membre des peintres fréquentant le Caffè Bardi à Livourne.

## Sources
- (en) Cet article est partiellement ou en totalité issu de l’article de Wikipédia en anglais intitulé « Giovanni Bartolena » (voir la liste des auteurs).